# Municipio de Bedford (condado de Meigs)
El municipio de Bedford (en inglés: Bedford Township) es un municipio ubicado en el condado de Meigs en el estado estadounidense de Ohio. En el año 2010 tenía una población de 1355 habitantes y una densidad poblacional de 13,28 personas por km².

## Geografía
El municipio de Bedford se encuentra ubicado en las coordenadas 39°8′48″N 82°1′25″O / 39.14667, -82.02361. Según la Oficina del Censo de los Estados Unidos, el municipio tiene una superficie total de 102.07 km², de la cual 102,07 km² corresponden a tierra firme y (0 %) 0 km² es agua.

## Demografía
Según el censo de 2010, había 1355 personas residiendo en el municipio de Bedford. La densidad de población era de 13,28 hab./km². De los 1355 habitantes, el municipio de Bedford estaba compuesto por el 97,64 % blancos, el 0,37 % eran afroamericanos, el 0,37 % eran amerindios, el 0,07 % eran asiáticos, el 0,44 % eran de otras razas y el 1,11 % eran de una mezcla de razas. Del total de la población el 0,44 % eran hispanos o latinos de cualquier raza.